# 西川浩幸
西川 浩幸（にしかわ ひろゆき、1964年7月4日 - ）は日本の舞台俳優。埼玉県出身。
埼玉県立春日部高等学校卒業、早稲田大学入学後、演劇サークル「てあとろ50'」に参加。その後、「てあとろ50'」のメンバーを中心に結成された「演劇集団キャラメルボックス」に一作目より参加（一作目は制作として参加で役者としては二作目から）。主役などもこなす看板役者でありながら10年以上も客演としての参加であったが、その後正式に入団。キャラメルボックスの数多くの舞台に出演。2001年、同劇団の大森美紀子と結婚した。
埼玉県立春日部高等学校在学時代、当時国語教師だった北村薫より学んだことがある。
2011年4月20日に「左前頭葉皮質梗塞」で入院、同年5月10日に退院した。これを受けて同年5月に出演予定だった『ヒア・カムズ・ザ・サン』を降板、岡田達也が代役を務めた。
2012年9月21日『広くてすてきな宇宙じゃないか』柿本役(Forestキャスト)で、通算3000ステージとなった。

## 出演

### テレビドラマ
- 君といた街角（1997年、北海道テレビ）
- 誰かが扉を叩いている（1997年、日本テレビ） - レインディア・エクスプレスの北条雷太が主人公のドラマ
- 安楽椅子探偵登場（1999年、朝日放送）
- 雨と夢のあとに（2005年、テレビ朝日）
- てるてるあした（2006年、テレビ朝日）
- お米のなみだ（2008年、NHK仙台開局80周年記念ドラマ）

映画
- 健太郎さん（2019年）

### 舞台

#### 演劇集団キャラメルボックス
太字は主演・メインキャスト
- 『スケッチブック・ボイジャー』(1988年・1995年・2005年、諸星) - 2005年は大内厚雄とダブルキャスト
- 『不思議なクリスマスのつくりかた』(1988年・1990年・1996年、スヌーピー)
- 『銀河旋律』(1989年・1992年・1999年・2002年、柿本/2011年、サルマル) - 2002年柿本役は岡田達也とダブルキャスト/2011年サルマル役は岡田達也・三浦剛とトリプルキャスト
- 『ナツヤスミ語辞典』(1989年・1991年・2003年、クサナギ)
- 『サンタクロースが歌ってくれた』(1989年・1992年・1997年・2010年、芥川)
- 『広くてすてきな宇宙じゃないか』(1990年・1992年・1999年・2005年・2012年、柿本光介) - 2012年は岡田達也・阿部丈二とトリプルキャスト
- 『ハックルベリーにさよならを』(1991年・1996年、ボク) - 1991年は上川隆也とダブルキャスト
- 『ブリザード・ミュージック』(1991年・1994年〜1995年・2001年・2014年、梅原清吉)
- 『カレッジ・オブ・ザ・ウィンド』(1992年・2000年、鉄平)
- 『嵐になるまで待って』(1993年・2002年・2008年・2016年、広瀬教授)
- 『キャンドルは燃えているか』(1993年・1999年、神戸)
- 『アローン・アゲイン』(1994年、光男)
- 『俺たちは志士じゃない』(1994年・2006年、桂五十郎)
- 『レインディア・エクスプレス』(1995年、北条雷太)
- 『ケンジ先生』(1996年・1998年・2013年、タカダさん) - 2013年はどんぐりキャスト
- 『さよならノーチラス号』(1998年、タケシ)
- 『太陽まであと一歩』(2003年、明)
- 『彗星はいつも一人』(2003年、雷太)
- 『スキップ』(2004年、父/尾白先生/岩村)
- 『クロノス』(2005年・2015年、野方)
- 『あしたあなたあいたい』(2006年、野方)
- 『ミス・ダンテライオン』(2006年・2010年、野方)
- 『サボテンの花』(2007年、権藤教頭)
- 『トリツカレ男』(2007年・2012年、タタン)
- 『きみがいた時間 ぼくのいく時間』(2008年・2016年、野方耕市)
- 『君の心臓の鼓動が聞こえる場所』(2008年、典彦)
- 『容疑者Xの献身』(2009年、石神哲哉)
- 『エンジェル・イヤーズ・ストーリー』(2009年、三沢静治)
- 『南十字星駅で』(2010年、野方)
- 『夏への扉』(2011年・2018年)
- 『流星ワゴン』(2011年、橋本義明)
- 『ナミヤ雑貨店の奇蹟』(2013年、浪矢雄治)
- 『雨と夢のあとに』(2013年、康彦/洋平)
- 『ウルトラマリンブルー・クリスマス』(2013年、辺見義一/二谷)
- 『鍵泥棒のメソッド』(2014年・2017年、水嶋徳治/岩城/警官)
- 『涙を数える』(2014年、舟橋貞蔵)
- 『パスファインダー』(2015年、野方)
- 『時をかける少女』(2015年、竹原幸夫)
- 『BREATH』(2015年、柿本光介)
- 『フォーゲット・ミー・ノット』(2016年、野方耕市)
- 『彼は波の音がする』(2016年、浦神信雄/南谷拓三)
- 『彼女は雨の音がする』(2016年、浦神信雄)
- 『ティアーズライン』(2017年)
- 『ながれぼしのきもち』(2018年、雄次朗)
- 『リトル・ドラマー・ボーイ』(2018年、冬川鷹良)
- 『ナツヤスミ語辞典』(2019年、郵便屋)

#### 客演
- 『天国から北へ3キロ』(1991年、加藤昌史プロデュース公演)
- 『ラン・フォー・ユア・ワイフ』(2000年、加藤健一事務所)
- 『コントラバス〜オケピからの魂の叫び〜』(2004年、HAKUJU HALL)
- 『プライベート・ライヴズ』(2006年、PARCO)
- 『錦繍』(2007年、天王洲 銀河劇場)
- 『郵便配達員の恋』(2007年)
- 『この世界にはない音楽』(2009年、むーとぴあ)
- 『ロックンロール』(2010年)
- 『フィッシュストーリー Region-T』(2012年、東京ハートブレイカーズ)
- 『バカのカベ~フランス風~』(2012年・2015年、加藤健一事務所)
- 多田直人案第2回発表会『ごー+(ぷらす)』(2013年) - 脚本・演出のみ
- 『ヒア・カムズ・ザ・サン』(2014年、スカイロケット)
- 『チルドレン』(2014年、東京ハートブレイカーズ)
- 『ディアカウガール！』(2017年、総天然色痛快娯楽活劇 color child)
- 『ぐりっぐるっぐらっ』(2017年、BOOWHOWOOL) - 前説＆日替わりゲスト
- 『STAGE 〜舞台、位置、足をつける場所』(2020年、丸福ボンバーズ)
- 『コーラないんですけど』(2021年、渡辺源四郎商店)※緊急事態宣言により無観客動画配信
- 『幸せな孤独な薔薇』(2021年、シアターキューブリック)
- 『みーちゃんの復活』（2024年、渡辺源四郎商店）[3]

### CM
- 救心製薬（2005年）- 大森と夫婦で出演

## 参考
1. ↑  “『西川浩幸入院と『ヒア・カムズ・ザ・サン』キャスト変更のお知らせ”.  演劇集団キャラメルボックス. 2013年11月24日閲覧。
2. ↑  “2012年『広くてすてきな宇宙じゃないか』タイムスケジュール”.  演劇集団キャラメルボックス. 2012年9月22日閲覧。
3. ↑  “劇場で演じるオーディオドラマ、うさぎ庵「みーちゃんの復活」”. ステージナタリー.   ナターシャ (2024年3月13日). 2024年3月13日閲覧。